# Ефименко, Николай Алексеевич
Николай Алексеевич Ефименко (род. 26 апреля 1951 года, Артёмово, Пушкинский район, Московская область, СССР) — советский и российский учёный, военный хирург, хирург высшей квалификационной категории, генерал-майор медицинской службы, член-корреспондент РАМН (2005), член-корреспондент РАН (2014).

## Биография
Родился 26 апреля 1951 года в дер. Артёмово Пушкинского района Московской области.
В 1975 году — окончил факультет подготовки врачей Военно-медицинской академии имени С. М. Кирова, в 1982 году — факультет руководящего состава медицинской службы по хирургии.
В 1992 году — защитил кандидатскую диссертацию, тема: «Применение гипотермии в комплексном лечении разлитого перитонита».
В 1995 году — защитил докторскую диссертацию, тема: «Послеоперационный перитонит (диагностика и лечение)».
С 1982 года по 2008 годы — работает в ГВКГ имени Н. Н. Бурденко, пройдя путь от ординатора до главного хирурга (с 1995 года).
В 1996 году — присвоено учёное звание профессора.
С января 1998 по июль 2008 года — главный хирург Министерства обороны России, начальник кафедры хирургии Государственного института усовершенствования врачей МО РФ, генерал-майор медицинской службы.
С августа 2008 года, после увольнения в запас — профессор кафедры общей хирургии ММА имени И. М. Сеченова, с апреля 2010 года по настоящее время — проректор по лечебной работе.
Участник (в качестве военного врача-хирурга) военных конфликтов и чрезвычайных ситуаций (командировки в Туркестанский военный округ во время войны в Афганистане, ликвидация последствий землетрясения в Армении (1988), руководство группой медицинского усиления в период грузино-абхазского конфликта (осень 1993), руководство и оказание медицинской помощи раненым и больным в период боевых действий в Чечне (1994—1996, 1998—2000), оказание помощи пострадавшим в результате террористического акта в Беслане (сентябрь 2004).
В 2005 году — избран членом-корреспондентом РАМН.
В 2014 году — стал членом-корреспондентом РАН (в рамках присоединения РАМН и РАСХН к РАН).

## Научная деятельность
Один из создателей современной системы этапного лечения раненых и больных в ограниченных военных конфликтах. Его многочисленные командировки в районы боевых действий Северо-Кавказского региона позволили выработать новую хирургическую доктрину, внедрение которой в практику спасло жизнь тысячам раненых солдат и офицеров.
Зона особых интересов в хирургии — плановая и неотложная абдоминальная патология.
Вице-президент Российской ассоциации специалистов по хирургической инфекции (РАСХИ), член президиума Российского общества хирургов, организатор и председатель более десятка Международных конгрессов, большого числа съездов и конференций по актуальным вопросам военно-полевой и клинической хирургии.
Автор 17 монографий и руководств, 130 учебно-методических изданий и свыше 350 научных статей.
Под его руководством защищено 29 докторских и 58 кандидатских диссертаций.

### Избранные труды
- учебник «Военно-полевая хирургия» (2002)
- «Руководство по общей хирургии» (2006)
- «Национальное руководство по военно-полевой хирургии» (2009)

## Награды
- Орден «За службу Родине в Вооружённых Силах СССР» III степени (1989) — за спасение жизни и сохранение здоровья многим пострадавшим после землетрясения в Армении в 1988 году[2]
- Орден «За личное мужество» (1993) — за смелость, проявленную при медицинском обеспечении боевых действий в Республике Абхазия
- Орден Почёта (2007)
- Премия Правительства Российской Федерации в области науки и техники (в составе группы, за 2003 год) — за разработку и внедрение в медицинскую практику новых лечебных технологий и технических средств на основе использования воздушной плазмы и экзогенного оксида азота[3]
- Заслуженный врач Российской Федерации (1997)[4]